# Luzula vulcanica
Luzula vulcanica är en tågväxtart som beskrevs av Frederik Michael Liebmann. Luzula vulcanica ingår i Frylesläktet som ingår i familjen tågväxter. Inga underarter finns listade i Catalogue of Life.